# حكومة الظل السودانية
حكومة الظل السودانية حكومة الظل السودانية، مبادرة بدأ طرحها في 2011 عبر عدد من الصحف والمشاورات وصفحات التواصل الاجتماعي وفي سبتمبر 2012 عقد مؤتمر صحفي في الخرطوم للدعوة لقيام حكومة ظل سودانية كوسيلة جديدة للمعارضة ولتطوير الممارسة السياسية في السودان كما صاحب ذلك عدد من الندوات وحلقات النقاش والحوار الفكري والسجال حول الفكرة.
في الرابع والعشرين من ديسمبر 2013 أعلن عن أول تشكيل وزاري لحكومة ظل سودانية في مؤتمر صحفي شهد تغطية صحفية محلية وعالمية جيدة، حيث أعلن عن تشكيل أول حكومة ظل سودانية مكونة من سبعة وزراء من المتطوعين لوضع المبادرة على أرض الواقع.
وبعد سقوط حكومة عمر البشير كون النشطاء في حكومة الظل حزب جديد باسم حزب بناء السودان.

## وزارات حكومة الظل السودانية
يعتمد تعيين الوزراء حاليا في حكومة الظل السودانية على التطوع، ويكلف الوزير المتطوع بإعداد برنامج الوزارة المقترح بمساعدة من يراه مناسبا لوضع برنامج يطرح المشاكل في الوزارة المعنية بناء على الأرقام المعلنة من قبل الحكومة السودانية أو مصادر أخرى منها مؤشرات البنك الدولي ومنشورات الأمم المتحدة والإعلام والصحافة السودانية، يطرح البرنامج المقترح المعد للوزارة المعنية على أعضاء حكومة الظل السودانية لمناقشته والتعديل فيه وتحسينه ومن ثم يطرح للمشورة الشعبية والمناقشة مع المختصين والمهتمين بالشأن السياسي السوداني، تتكون حكومة الظل السودانية الحالية من 7 وزارات هي:

### وزارة الاستثمار (وزير الاستثمار وائل عمر عابدين)
أطلق برنامج وزارة الاستثمار في التاسع والعشرين من يناير 2014 للمشورة الشعبية ويهدف البرنامج حسب تصريحات وزير الاستثمار إلى «جعل السودان من بين أفضل عشرين دولة في العالم من حيث البيئة القانونية والإدارية»، شمل البرنامج مناقشة لأهم المشاكل الموجودة حاليا في سياسات الاستثمار في السودان وحلول معالجات لهذه المشاكل لرفع مساهمة الاستثمار في زيادة دخل الدولة وتحسين المستوى المعيشي للمواطن وينص برنامج الوزارة على أن الأولويات الاستراتيجية لوزارة الاستثمار هي:
- جعل السودان ضمن أفضل عشرين دولة جاذبة للاستثمار في العالم بحسب المؤشرات الدولية المعتمدة في هذا المجال.
- تعزيز وتقوية دور القطاع الخاص.
- إشراك القطاع الخاص في مشاريع البنية التحتية.
- تطوير التشريعات اللازمة لنهوض وتوسع السوق المالي بشقيه المصرفي وسوق الأوراق المالية.
- زيادة التنافسية في الاقتصاد السوداني.
- إزالة جميع المعيقات القانونية والإدارية للأنشطة الاستثمارية المحلية والأجنبية.
- تشجيع النشاط الاستثماري الصغير.
- توجيه الإنتاج للتصدير مما يسهم في دعم الميزان التجاري.
- حسم وتقنين ملكية الأراضي.
- تشجيع الاستثمار الزراعي والحيواني بحيث يصل السودان إلى أعلى قيمة يمكن الحصول عليها من امكانياته وموارده.وتشجيع التصنيع الزراعي والحيواني بحيث يُحظر تصدير المواد الأولية التي يمكن تصنيعها محلياً وإدخال قيمة مضافة عليها.
- زيادة التوليد الكهربائي بشكل جوهري وإدخال الطاقة الشمسية وطاقة الرياح كمصادر واعدة للكهرباء.
- بناء سكة حديد حديثة ذات طاقة استيعابية عالية بأحدث التقانات عن طريق نظام البوت وربطها بدول الجوار.
- تعديل قانون العمل السوداني بحيث يصبح أكثر توازناً وجذباً لأصحاب العمل وكنتيجة لذلك تزيد فرص العمل المعروضة في القطاع الخاص بتعاقدات رسمية ودائمة مما يعود في النهاية بالمصلحة للعاملين ويجعل المنافسة بين أصحاب الأعمال لمصلحة توفير شروط خدمة أفضل للعاملين.
- جعل تكلفة ممارسة النشاط الاقتصادي في القطاع المنظم جاذبة بحيث يدخل القطاع غير المنظم في مظلته.
- تبّني إصلاحات ضريبية بحيث تتوسع مظلة دافعي الضرائب وتتحقق العدالة الضريبية بتبّني ضرائب تصاعدية تشجيعاً للنشاط الصغير والمتوسط.
- تقديم حلول متعلقة بإعفاء ديون السودان الخارجية مما يساهم برفع الجدارة الائتمانية للسودان.
- إعطاء ميزات تشجيعية كبيرة للاستثمار في المناطق الأقل نمواً والمتأثرة بالحرب.

### وزارة الصحة (وزير الصحة د. هاني أبو القاسم)
طرح برنامج وزارة الصحة في 15 فبراير 2014 وانقسمت الأولويات الاستراتيجية في برنامج الوزارة إلى 
 أولويات إدارية تهتم بما يلي:
- التصحيح الإداري والمؤسسي لوزارة الصحة 
- تطبيق معايير الجودة الإدارية العالمية كشهادة الآيزو في جودة الإدارة
- لمراقبة سير العمل حسب الخطط الموضوعة، وترصد أي انتهاكات وفساد إداري أو مالي
- زيادة الصرف الحكومي على الخدمات الصحية
- تقسيم الإدارات الصحية جغرافيا مع مراعاة الكثافة السكانية لهذه الأقاليم وحوجه بعض هذه الأقاليم لمستويات وتخصصات مختلفة وآخذين في الاعتبار معدلات الهجرة الداخلية و
أولويات صحية تتلخص فيما يلي:
- الخطط الصحية (قصيرة وطويلة الأمد)
- برنامج العلاج المجاني
- برنامج التأمين الصحي
- برنامج مركز صحي لكل مواطن
- برنامج المدن الطبية الإنمائي
- برنامج المراكز الطبية التخصصية والبحثية
- برنامج إصلاح التعليم الطبي الجامعي
- برنامج الجودة الصحية المتكاملة
- برنامج القطاع الصحي الخاص في خدمة المجتمع
- برنامج نظام الصحة المعلوماتية
- برنامج إصلاح بيئة العمل للعاملين في المجال الطبي
- برنامج الكادر الصحي المؤهل
- برنامج الخدمات الصحية المساندة

### وزارة المالية (وزير المالية مجاهد خلف الله)
أطلق الوزارة في 20 يوليو 2016 مشروع موازنة الظل لجمهورية السودان عبر موقع الحكومة بعد إلغاء جهاز الأمن للمؤتمر الصحفي المقرر لإطلاق المشروع في الخرطوم في في ذات اليوم، وقد شملت الموجهات العامة للموازنة والرؤية الاقتصادية للموازنة التي تضمن زيادة معدلات النمو لرفع السودان من مرحلة الدول ذات الدخل المتوسط من الدرجة الثانية ليصبح ضمن الدول ذات الدخل المتوسط من الدرجة الأولى موضحة التقدم التدريجي لمتوسط دخل الفرد في الجدول أدناه
| السنوات | الناتج المحلي الاجمالي السنوات مليار دولار | السكان مليون نسمة | متوسط دخل الفرد دولار |
| ------- | ------------------------------------------ | ----------------- | --------------------- |
| 2015    | 84.067                                     | 40.2349           | 2089.406              |
| 2016    | 89.95169                                   | 41.07981          | 2189.681              |
| 2017    | 96.24831                                   | 41.94249          | 2294.769              |
| 2018    | 102.9857                                   | 42.82328          | 2404.899              |
| 2019    | 110.1947                                   | 43.72257          | 2520.316              |
| 2020    | 117.9083                                   | 44.64075          | 2641.271              |
| 2021    | 126.1619                                   | 45.5782           | 2768.032              |
| 2022    | 134.9932                                   | 46.53534          | 2900.875              |
| 2023    | 144.4428                                   | 47.51259          | 3040.095              |
| 2024    | 154.5538                                   | 48.51035          | 3185.995              |
| 2025    | 165.3725                                   | 49.52907          | 3338.898              |
| 2026    | 176.9486                                   | 50.56918          | 3499.139              |
| 2027    | 189.335                                    | 51.63113          | 3667.07               |
| 2028    | 202.5884                                   | 52.71538          | 3843.061              |
| 2029    | 216.7696                                   | 53.82241          | 4027.498              |
| 2030    | 231.9435                                   | 54.95268          | 4220.786              |
| 2031    | 248.1795                                   | 56.10668          | 4423.351              |
| 2032    | 265.5521                                   | 57.28492          | 4635.637              |
| 2033    | 284.1408                                   | 58.48791          | 4858.111              |

### وزارة الرعاية الاجتماعية
أطلق برنامج وزارة الرعاية الاجتماعية في 8 مارس 2014 تزامنا ما الاحتفال العالمي بيوم المرأة وتلخصت الأولويات الاستراتيجية للوزارة فيما يلي :
- إنشاء مركز للمعلومات والإحصاء.
- العمل على توفير خدمات الرعاية الاجتماعية الأساسية لكل المواطنين.
- توسيع مظلة الضمان الاجتماعي.
- القضاء على كافة أشكال التمييز ضد النساء والفتيات.
- تطوير برنامج وطني لحماية الأطفال من كل أنواع العنف.
- رعاية ومعالجة قضايا النازحين.
- رعاية ذوي الاحتياجات الخاصة.
- رعاية الأطفال فاقدي الدعم الأسري.
- رعاية المسنين.
- رعاية العاطلين الباحثين عن العمل.
- المساهمة في الخطط الإسكانية.

### وزارة الخدمة العامة والإصلاح الإداري
و تتلخص رسالة الوزارة في «إعادة بناء وإصلاح الخدمة المدنية وهيكل الدولة الإداري والتشغيلي وصولا إلى جهاز حكومي فعال يوفر الخدمات العامة وفق أعلى معايير الفاعلية والجودة بما يحقق التنمية المستدامة والشاملة في السودان» 

### وزارة السلام والشؤون الإنسانية
تزامنا مع اليوم العالمي للقضاء على التمييز العنصري طرح برنامج الوزارة في 21 مارس 2014 وقد تضمن البرنامج سردا لأهم معوقات السلام في السودان ووضع خطة تمن تحقيق فلسفة الوزارة المتمثلة في «المساهمة في خلق حركة سلام مجتمعية تسعى إلى تحقيق السلام واستدامته من خلال نشر ثقافة السلام ومعالجة جذور النزاعات في السودان.»

### وزارة الشباب
طرح برنامج الوزارة في 2 أبريل 2014 للمشورة وتضمن البرنامج رؤية الوزارة وتعريف الفئات المعنية والتحديات التي تواجه تطوير ودعم هذه الفئات مع شرح كيفية مواجهة هذه التحديات

### برامج أخرى
بالإضافة لبرامج الوزارات المذكورة أعلاه أطلقت الحكومة برامج ومبادرات متعددة تساهم في دعم برامج الوزارات باتجاه تحقيق التنمية والعدالة الاجتماعية في السودان
البرنامج الوطني لمكافحة الفساد - ضمير

يمثل الفساد الإداري والاقتصادي واحدا من أهم معوقات التنمية في السودان وقد أطلقت حكومة الظل السودانية ضمير ليمثل خارطة طريق لدعم إدارة الدولة ومعالجة مشاكل الفساد الإداري المتشعبة والمتداخلة بين الوزارات 
الرؤية الوطنية - السودان 2026
و هي وثيقة قيم ومبادئ وطنية الغرض منها تحديد هدف وطني واحد تلتف حوله فئات الشعب المختلفة لإخراج السودان من قائمة الدول الفاشلة إلى آفاق ورحابة التنمية المستدامة والحكم الراشد والعدالة الاجتماعية بناء على مؤشرات قياس التنمية والرفاه الاجتماعي العالمية وقد اختير العام 2026 لموافقته الذكرى السبعين لاستقلال السودان لتكون حد زمني محوري وملهم للسودانيين.
مبادرة حكومة الظل السودانية لحل الأزمة السياسية - ديسمبر 2016
إبان أحداث الإضرابات المدنية في ديسمبر 2016 طرحت حكومة الظل السودانية مبادرتها للخروج من الأزمة السياسية متمثلة في خطة خمسية للتغيير السلمي لحكومة السودان وتسيير الدولة وتهيئة المناخ العام والأحزاب السياسية لخوض انتخابات نزيهة تؤدي إلى تسليم السلطة لحكومة مؤسسية منتخبة قادرة على تحقيق العدالة والسلام والرفاه الاجتماعي لشعب السودان 